# Tarvastu
Tarvastu (deutsch: Tarvast oder Tarwast) war eine Landgemeinde im estnischen Kreis Viljandi mit einer Fläche von 409 km². Sie hatte 3749 Einwohner (Stand 1. Januar 2010).
Tarvastu wurde erstmals 1234 als Kirchspiel erwähnt. Neben dem Hauptort Mustla umfasste die Landgemeinde die Dörfer Ämmuste, Anikatsi, Jakobimõisa, Järveküla, Kalbuse, Kannuküla, Kärstna, Kivilõppe, Koidu, Kuressaare, Maltsa, Marjamäe, Metsla, Mõnnaste, Muksi, Pahuvere, Pikru, Põrga, Porsa, Raassilla, Riuma, Roosilla, Soe, Sooviku, Suislepa, Tagamõisa, Tarvastu, Tinnikuru, Ülensi, Unametsa, Väluste, Vanausse, Veisjärve, Vilimeeste, Villa und Vooru.
39 % des Gebiets sind von Wäldern bedeckt. Im Osten grenzte die Landgemeinde an den Võrtsjärv.

## Ordensburg Tarwast
Nahe dem Dorf Tarvastu befinden sich die Reste der Ordensburg Tarwast (estnisch:Tarvastu Ordulinnus), die Burg gehörte zu der Komturei Fellin des Livländischen Ordens. Die Ruinen der Burg gelten heute als Baudenkmal.

### Lage
Ihre Lage war taktisch wie strategisch sehr günstig gewählt. Die Position auf einem Hügel, der von drei Seiten von Wasser umgeben ist, ließ sie zu einem schwierigen Ziel werden, ebenso ermöglichte die Lage die leichte Kontrolle der gesamten Gegend. Die Größe des Hügels ermöglichte eine Anlage mit einer Größe von insgesamt 6555 m². Da der Tarvastu-Fluss an dieser Stelle genügend Wasser führt, konnte bei der Burg auch eine befestigte Wassermühle errichtet werden, dadurch kam der Burg auch eine gewisse wirtschaftliche Bedeutung zu.

### Geschichte
Mangels schriftlicher Unterlagen ist eine genaue Datierung der Errichtung der Burg nicht möglich, die Struktur des Mauerwerks lässt eine Datierung auf das 14. Jahrhundert zu Sie wurde vom Livländischen Orden errichtet, und diente wie viele baltische Burgen der damaligen Zeit der Kontrolle und der Verteidigung der Region.
Sie wurde bereits 1329 von Großherzog Gediminas von Litauen angegriffen und schwer beschädigt. Nach Beseitigung der Schäden und weiteren Umbauarbeiten war der Landmeister ab 1410 häufig längere Zeit Gast auf der Burg. Deshalb wurden die Holzdecken durch Gewölbe aus Ziegelsteinen ersetzt. Während des Livländischen Krieges wurde die Burg 1560 von den Streitkräften Iwans IV. gestürmt und schwer beschädigt. Die Burg wurde Ende des 16. Jahrhunderts durch die Explosion eines Schießpulverlagers endgültig zerstört.
Im Frühjahr 1825 wurde in der Nähe der Burg, auf dem Gelände des Tarvastu-Herrenhauses von Charlotte Luise von Mensenkampff, nach dem Tod ihres Mannes Jakob von Mensenkampff, eine Kapelle errichtet.
Im Jahr 2022 begannen Sanierungsarbeiten an den Resten der Burg, gleichzeitig wurden unter der Leitung des estnischen Archäologen Aivar Kriiska von der Universität Tartu erste Forschungsarbeiten über die Geschichte der Burg eingeleitet.

## Persönlichkeiten
- Martin Lipp (* 2. Apriljul. / 14. April 1854greg. in Vooru, Livland; heute Landgemeinde Tarvastu, Estland; † 8. März 1923 in Tallinn) war ein estnischer Pastor und Lyriker
- Richard Alexander Georg Wühner (* 16. Septemberjul. / 28. September 1872greg. in Tarvastu, Kreis Viljandi, Gouvernement Livland, Russisches Kaiserreich, heute Estland; † 3. oder 4. Mai 1919 in Pskow, Russische Sozialistische Föderative Sowjetrepublik, heute Russische Föderation) war ein estnischer Evangelisch-Lutherischer Pastor und Märtyrer
- Martin Klein (* 12. September 1884 in Tarvastu; † 11. Februar 1947 in Tarvastu) war ein estnischer Ringer, 1912 olympischer Medaillengewinner für Russland
- Jaan Kiivit senior (* 27. Februar 1906 in Pahuvere, Landgemeinde Tarvastu, Kreis Viljandi, Gouvernement Livland, Russisches Kaiserreich, heute Estland; † 3. August 1971 in Tallinn) war ein estnischer Evangelisch-Lutherischer Pastor, Erzbischof und Ökumeniker
- Ants Saar (* 12. November 1920 in Pahuvere, Landgemeinde Tarvastu; † 10. November 1989 in Tallinn), Schriftsteller und Parteifunktionär
- Nikolai Baturin (* 5. August 1936 in Suislepa, Landgemeinde Tarvastu, Kreis Viljandi; † 16. Mai 2019) war ein estnischer Schriftsteller
- Algo Kärp (* 1985 in Tarvasto) ist ein estnischer Skilangläufer